# Force Touch
Force Touch — це тактильна технологія, розроблена Apple Inc., що дозволяє трекпадам і сенсорним екранам розрізняти різні ступені натиску. Для цього використовуються датчики тиску, що додають ще один спосіб введення пристроям Apple. Вперше технологія була представлена 9 вересня 2014 року на презентації Apple Watch. Починаючи з Apple Watch, Force Touch використовувався у безлічі продуктів лінійки Apple. Зокрема у MacBook та Magic Trackpad 2. Ця технологія відома як 3D Touch у моделях iPhone. Вона поліпшує досвід використання програмного забезпечення, додаючи третій вимір введення. Показ ярликів швидкого доступу, попередній перегляд деталей, малювання і загальносистемні функції надають користувачам додатковий спосіб взаємодії з зображеним контентом, прикладаючи силу до поверхні.
3D Touch має три рівні введення на основі чутливості до тиску. Це дає користувачам вибір між легким, середнім та сильним ступенем натискання екрану iPhone. Force Touch же має пʼять рівнів взаємодії. У цих пристроях є тактильний двигун, Taptic Engine, що містить лінійний привод для створення вібраційного відклику. Apple дозволяє розробникам застосунків використовувати чутливість трекпадів і сенсорних екранів у своїх програмах. Починаючи з iPhone 11 та далі, 3D Touch прибрали на користь Haptic Touch.
Haptic Touch — це функція, що з'явилася у iPhone XR на заміну 3D Touch. Сенсорний екран, вже без чутливого до тиску шару, розрізняє дотик і довге натискання, використовуючи затримку для активації певних функцій 3D Touch (лише тих, що не мають дій, призначених на довге натискання). Ця функція була додана до iPhone SE (1-го покоління) з оновленням iOS 13 та до всіх iPad, сумісних з iPadOS 13. Починаючи з watchOS 7, розпізнається тільки Haptic Touch, а Force Touch прибрали з усіх наступних Apple Watch.

## Користувацькі функції
Force Touch на комп’ютерах Mac пропонує різноманітні функції. Деякі з них:
- Пошук по тексту у Словнику, Вікіпедії тощо;
- Попередній перегляд адреси через Apple Maps;
- Внесення дат та подій у Календар;
- Показ деталей номеру польотів, номеру посилки та подій;
- Прискорення перемотування вперед та назад у QuickTime та iMovie різною силою натискання.

Ось деякі з функцій, які пропонує 3D Touch на iPhone:
- "Quick Actions" надає користувачам ярлики швидкого доступу, багато з яких є на домашньому екрані.
- "Peek and Pop" пропонує попередньо переглянути вміст та можливі дії з ним, не відкриваючи його. Подальше натискання призведе до відкриття вмісту вже в застосунку.
- "Pressure Sensitivity" дає креативним програмам використовувати реагування дисплея на тиск для змінної товщини ліній чи стилю пензля.
- Довгий натиск активує попередній перегляд Live Photos, багатозадачність тощо.
- Натиск на клавіатуру показує курсор, що рухається у двох напрямках. Повторне натискання переводить у режим виділення.

Force Touch на Apple Watch додає деякі важливі функції, такі як:
- Показ альтернативних циферблатів з поточного.
- Показ аналогового, цифрового, графічного та гібридного режимів секундоміра.
- Перемикання між переглядом дня, списку чи тижня у календарі.
- Перегляд прогнозу, дощу та температури в програмі погоди.

## Програмне забезпечення
Apple дозволяє розробникам використовувати функцію Force Touch у своїх додатках. API полегшують такі взаємодії:
- Додатки реагують на сильний натиск, надаючи ярлик як додаткову опцію.
- Чутливість до тиску для малювання та креативних програм для змінної товщини ліній чи стилю пензля.
- Чутливість прискорювачів до тиску дає користувачам більше контролю. Скажімо, перемотування вперед під час відтворення медіа-файлів може прискорюватися сильним натиском.
- Drag-and-drop, що дозволяє користувачам реагувати на тиск під час натискання, щоб негайно відкрити новий об'єкт для перетягування.

## Апаратне забезпечення

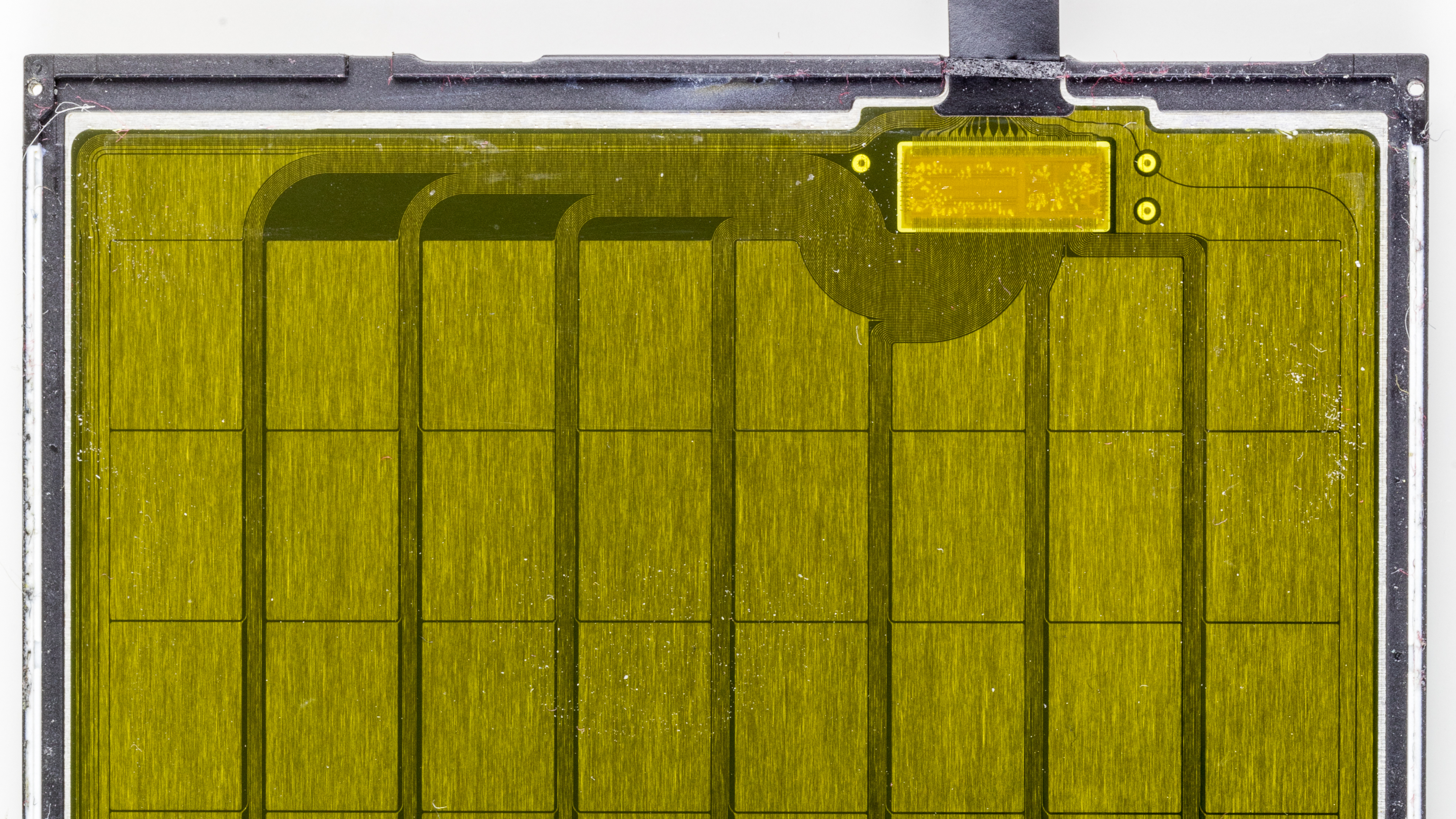
Ємнісні датчики за дисплеєм iPhone 6S

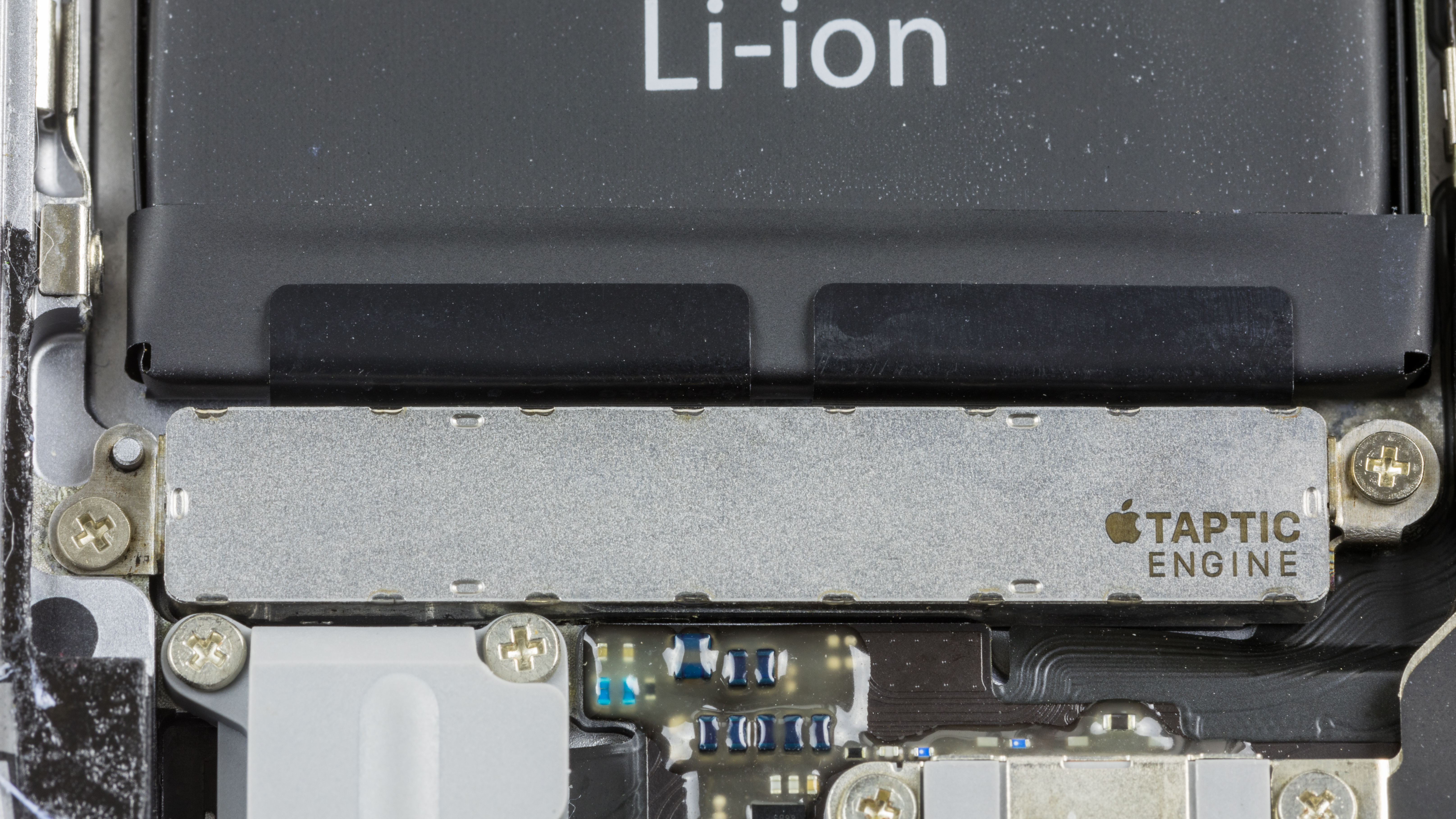
Taptic Engine, вбудований в iPhone 6S

Ємнісні датчики на iPhone з 3D Touch безпосередньо інтегровані в дисплей. При виявленні натискання ці датчики вимірюють мікроскопічні зміни відстані між підсвіткою та склом. У Apple Watch ряд електродів вимірюють кривизну екрану. При виявленні натискання вони визначають силу тиску. Трекпади використовують схожий механізм, хоча сенсорна інформація визначається рядом з чотирьох сенсорів, розташованих у кутах трекпаду. Визначений тиск згодом переправляється до Taptic Engine. Електромагнітний лінійний привод у Taptic Engine здатний досягти своєї максимальної потужності лише за один цикл і виробляти вібрації тривалістю 10 мілісекунд. На відміну від типових двигунів, лінійний привод не обертається, а коливається туди-назад. Taptic Engine виробляє миттєву тактильну віддачу, без необхідності компенсувати баланс маси. Створений тактильний відклик може супроводжуватися звуковим сигналом. Це сприяє приверненню уваги користувача, щоб передати важливу інформацію. Кожен тактильний сигнал визначений для конкретного використання, щоб передавати певне значення.

## Механіка

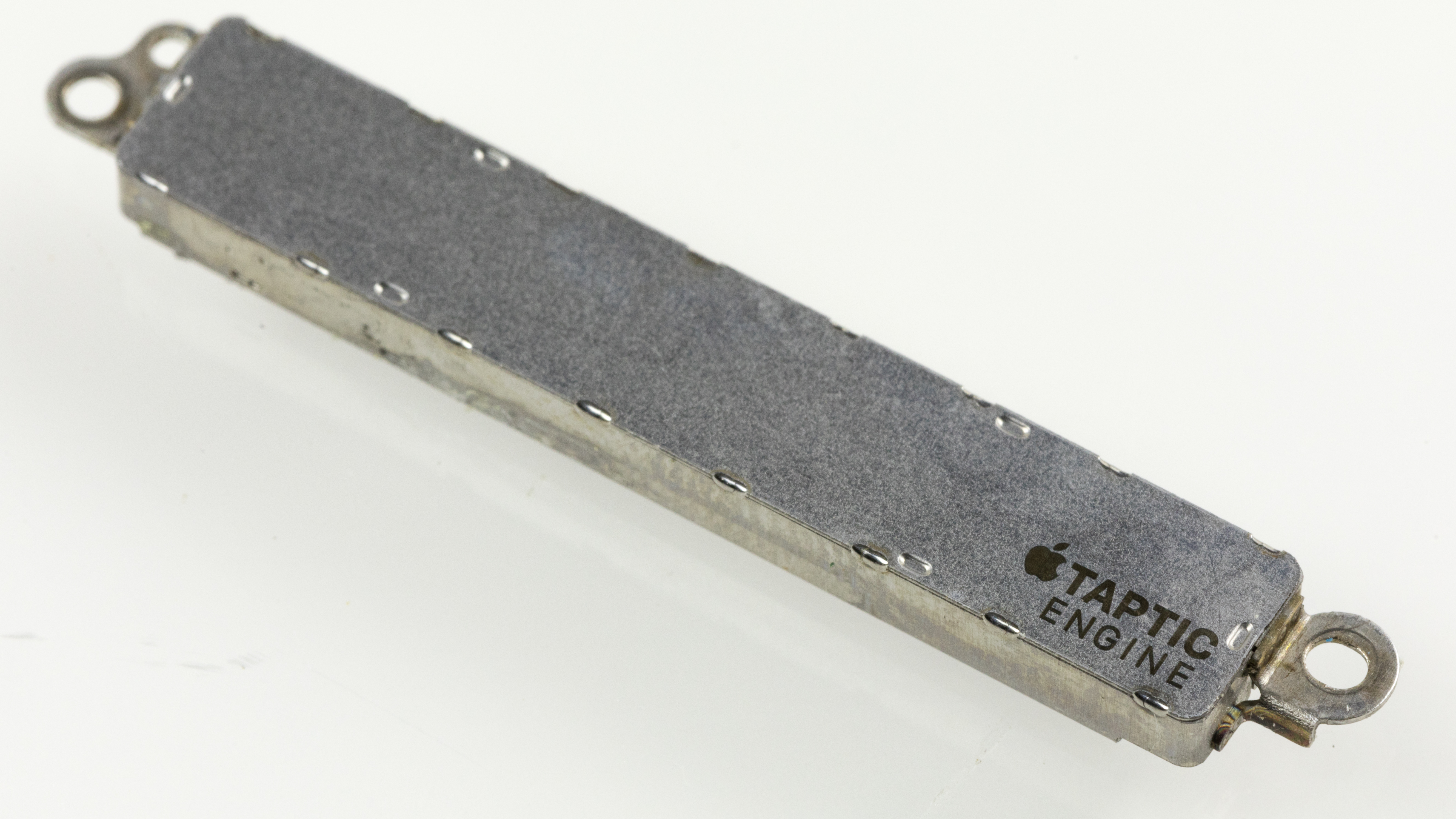
Модуль Taptic Engine, який використовується в iPhone 6s

Чутливим до дотику засобом введення може бути трекпад або сенсорний екран. Кілька датчиків механічно під'єднані до задньої сторони засобу введення. Датчики розташовані вздовж поверхні, кожен в окремій контактній локації, щоб забезпечити користувачеві місцевий тактильний відклик. Датчики використовують п'єзоелектрику, щоб конвертувати фізично створену вібрацію чи відхилення введення в електричний сигнал. Контролер налаштований на активацію датчиків у точці контакту та навколо неї. Датчики у точці контакту індукують хвилі для створення вібрації. Однак, оскільки є декілька датчиків навколо точки контакту, вібрація може поширюватися до інших місць. Ось тому другий набір датчиків індукує сигнали, щоб придушити вібраційні перехресні перешкоди, створені першим набором датчиків. Цього можна досягти шляхом створення сигналів, які створюють перешкоди з точки зору амплітуди, частоти чи їх обох. Маскування сигналів також може змінювати вібрацію в місцях контакту, забезпечуючи користувацький досвід, відмінний від просто придушення розповсюджених вібрацій.

## Товари
Технологія Force Touch або Haptic Touch доступна на таких пристроях Apple:
| Force Touch      | Покоління MacBook: Retina · Air з 2018 року · Pro з початку 2015 року Покоління Apple Watch: від оригінального до 5-го, Magic Trackpad 2                                                                                             |
| Тактильний дотик | Покоління iPhone: SE (1-е) (iOS 13) · XR · 11 · 11 Pro / 11 Pro Max · SE (2-е) · 12 / 12 Mini · 12 Pro / 12 Pro Max · 13 / 13 Mini · 13 Pro / 13 Pro Max · iPod Touch (7-е) (iOS 13) · будь-яка модель iPad, яка підтримує iPadOS 13 |

Технологія 3D Touch була представлена на таких пристроях Apple:
| 3D Touch | Покоління iPhone: 6S / 6S Plus · 7 / 7 Plus · 8 / 8 Plus · X · XS / XS Max |

## Судовий процес

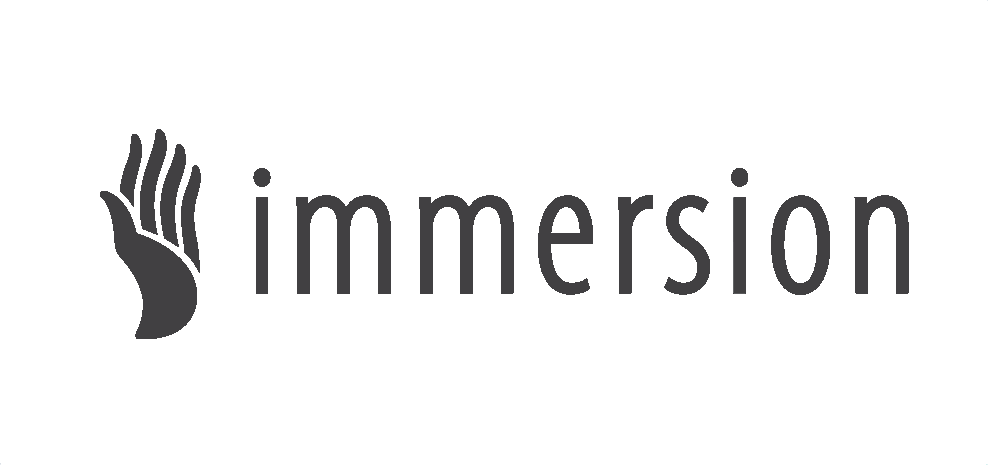
Immersion Corp. подала позов у 2016 році, який був задоволений до 2018 року.

11 лютого 2016 року корпорація Immersion Corporation подала позов до Apple Inc. зі звинуваченням у порушенні патентів, що належать компанії Immersion щодо технології 3D Touch. Відповідно до скарги, заявлені патенти, як правило, стосуються пристроїв і методів, які використовуються для реалізації чутливих до тиску тактильних засобів, для покращення взаємодії користувача з електронними пристроями. Порушені патенти з відповідним описом:
1. Патент США № 8,619,051:[12] Стосується системи тактильного відклику, що включає контролер, відведену пам'ять, привод і його схему. Пам'ять зберігає принаймні один тактильний ефект, який виконує контролер.
2. Патент США № 8,773,356:[13] Стосується систем і методів для забезпечення встановлений тактильних відчуттів, таких як етапи виведення сигналу дисплея, налаштованого для попереднього перегляду графічного об'єкта на сенсорному засобі введення.
3. Патент США № 8,659,571:[14] Стосується системи, яка створює динамічний тактильний ефект і генерує сигнал приводу, який включає сигнал жесту та сигнал датчика реального або віртуального пристрою.

У травні 2018 року в другому позові в тому ж суді округу Делавер заявили, що Apple свідомо порушила чотири патенти в iPhone 6s і моделях лінійок MacBook і MacBook Pro. У червні Комісія з міжнародної торгівлі США підтвердила, що почне розслідування зауважень Immersion. Порушені патенти з другого позову з відповідним описом:
1. Патент США № 8,749,507:[16] Стосується систем і методів, за яких мобільний електронний пристрій визначає тиск і зміну тиску на основі тактильних даних.
2. Патент США № 7,808,488:[17] Стосується систем і методів для генерації сигналу приводу для виведення тактильного ефекту на основі взаємодії користувача з графічним об'єктом на сенсорному екрані.
3. Патент США № 7,336,260:[18] Стосується систем, в яких електронний пристрій виявляє різні рівні тиску на пристрій і відповідає тактильним відкликом.
4. Патент США № 8,581,710:[19] Стосується систем і методів для генерації сигналу приводу для виведення тактильного ефекту, який вказує, розпізнається чи ні вхід користувача, і що відповідна команда знайдена чи ні.

29 січня 2018 року компанія Immersion опублікувала коротку заяву, яка підтверджує, що компанія досягла глобальної розрахункової та ліцензійної угоди з Apple, умови якої залишатимуться конфіденційними.

## Схожі технології
Технологія, подібна Force Touch, колись розроблялася у Nokia в проєкті під назвою «Goldfinger» з 2013 року, який мав би бути смартфоном Lumia. На відміну від Force Touch в екосистемі Apple, для взаємодії з таким телефоном — достатньо ледве провести над ним рукою. Пізніше перейменований на Nokia Lumia McLaren, проєкт був у розробці компанією Microsoft Mobile, що врешті-решт скасували в липні 2014.
Такі телефони, як ZTE Axon mini, Meizu Pro 6, Huawei Mate S і Huawei P9 Plus, також мають чутливий до натискання дисплей а Google Pixel 4 має програмну технологію під назвою Firm Press, яка вгадує силу тиску за допомогою машинного навчання.
Інтерфейс програмного забезпечення ОС Android додав підтримку чутливого до тиску дотику в 2009 році з Android 2.0 Éclair, хоча на той момент відповідного обладнання не існувало.

## Переглянути також
- Сімейство MacBook
- iPhone
- Apple Watch
- Тактильна технологія

## Зовнішні посилання
Офіційні посилання:
- Force Touch – macOS [Архівовано 29 грудня 2018 у Wayback Machine.]
- 3D Touch - iOS [Архівовано 1 грудня 2018 у Wayback Machine.]

Інструкці:
- Science behind Force Touch and Taptic Engine [Архівовано 16 грудня 2021 у Wayback Machine.]
- Force Touch guide - macOS [Архівовано 16 грудня 2021 у Wayback Machine.]
- 3D Touch guide - iOS [Архівовано 16 грудня 2021 у Wayback Machine.]
- Force Touch guide - Apple Watch [Архівовано 16 грудня 2021 у Wayback Machine.]